# Saint-Martin-du-Mont, Saône-et-Loire
Saint-Martin-du-Mont là một xã ở tỉnh Saône-et-Loire trong vùng Bourgogne nước Pháp.

## Thông tin nhân khẩu
Theo điều tra dân số năm 1999, xã này có dân số 146.
Con số ước tính năm 2005 là 151 người.